# تيو بيتر
تيو بيتر (بالرومانية: Teo Peter)‏ هو موسيقي روماني، ولد في 11 أبريل 1954، وتوفي في 3 ديسمبر 2004 بسبب حادث مرور.